# 포츠머스 (도미니카 연방)
포츠머스(영어: Portsmouth)는 도미니카 연방 세인트존구의 도시이다. 인구는 2977명으로 도미니카 연방에서 2번째로 많다.